# Anne Sunnucks

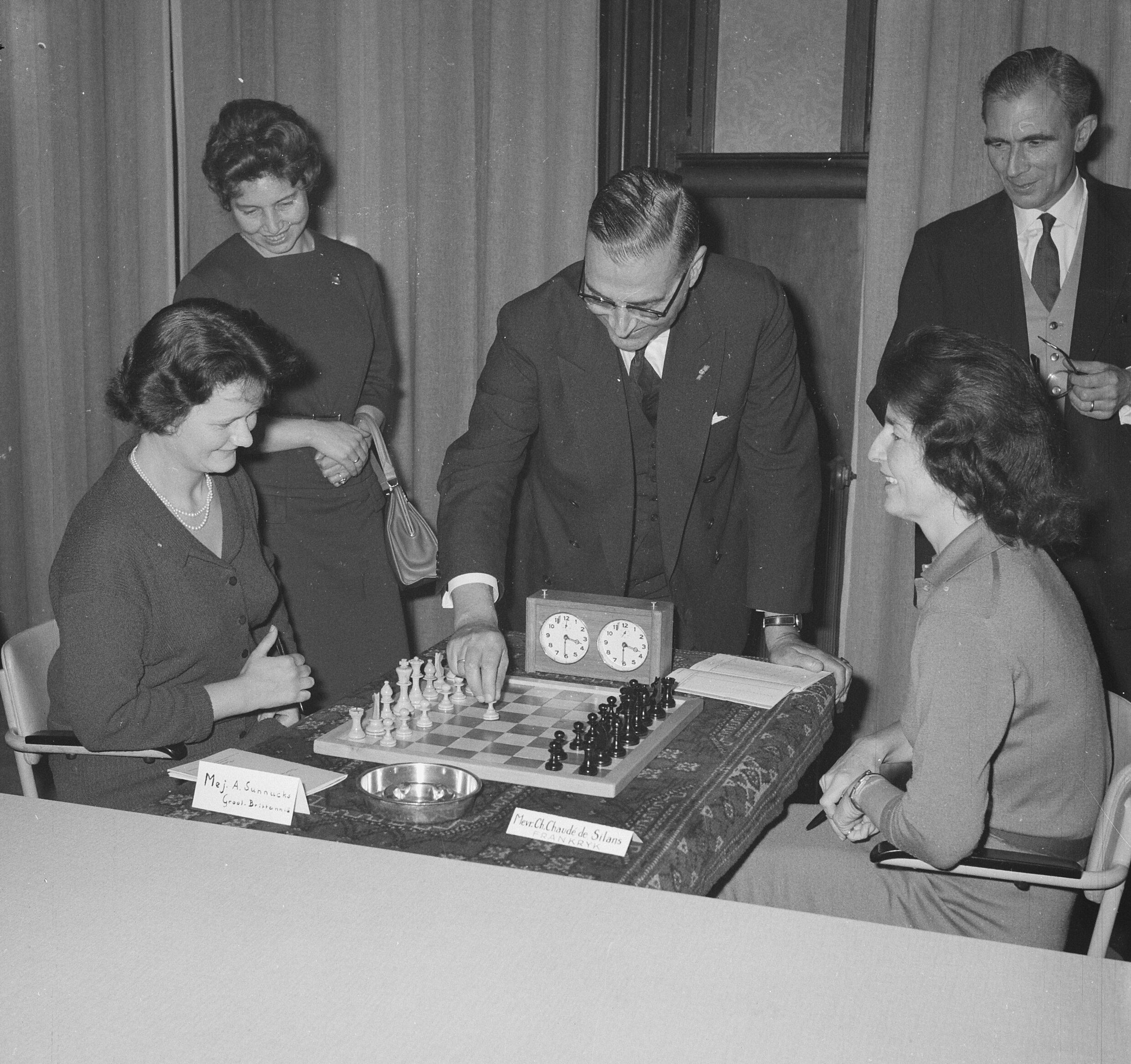
Anne Sunnucks (links) gegen Chantal Chaudé de Silans, im Hintergrund links Corry Vreeken, Amsterdam, 1962

Patricia Anne Sunnucks, verheiratete Anne Mothersill (* 21. Februar 1927; † 22. November 2014 in Braintree), war eine britische Schachspielerin. Sie gewann 1957, 1958 und 1964 die britische Schachmeisterschaft der Frauen. Seit 1954 trug sie den Titel einer Internationalen Meisterin.

## Leben
Sunnucks lernte die Schachregeln bereits als Kind, begann aber erst im Alter von 21 Jahren, sich ernsthaft mit Schach zu beschäftigen. Sie wurde trainiert von Imre König, der zu dieser Zeit in England lebte. Bei der britischen Frauenmeisterschaft 1953, die von Eileen Betsy Tranmer gewonnen wurde, belegte sie den geteilten 2. Platz. 1954 vertrat sie Großbritannien in einem Länderkampf gegen die Sowjetunion, der in London an zehn Brettern (davon zwei Frauenbretter) ausgetragen wurde. Sunnucks verlor mit 0,5:1,5 gegen Kira Sworykina. Im selben Jahr qualifizierte sie sich durch einen 2. Platz im Zonenturnier für das Kandidatenturnier zur Schachweltmeisterschaft der Frauen 1956 und erhielt den Titel einer Internationalen Meisterin. Als Angehörige des Women’s Royal Army Corps, in dem sie den Dienstgrad Major erreichte, durfte sie jedoch nicht in die Sowjetunion reisen und musste daher auf eine Teilnahme verzichten.
Im weiteren Verlauf ihrer Schachkarriere gewann sie 1957, 1958 und 1964 die britische Frauenmeisterschaft. Bei den Schacholympiaden 1966, 1972 und 1974 spielte sie für die englische Frauenmannschaft und erzielte dabei insgesamt 8,5 Punkte aus 26 Partien.
Im Jahre 1970 veröffentlichte sie das Nachschlagewerk The Encyclopaedia of Chess. Männliche Rezensenten bemängelten, dass das Frauenschach darin unverhältnismäßig viel Raum einnähme. Eine zweite Auflage erschien 1976 ISBN 0-7091-4697-3.
Sunnucks gründete 1972 einen Schachverein an ihrem damaligen Wohnort Camberley. Sie stellte ihr Haus für dessen Veranstaltungen zur Verfügung und betrieb von dort aus auch ein Geschäft für Schachbedarf namens BMS Chess Supplies.
Im Jahre 1985 heiratete sie Richard C. Mothersill und nahm dessen Nachnamen an. In der Schachdatenbank »ChessBase« sind ihre Partien unter diesem Namen aufgeführt, obwohl sie zum Zeitpunkt der Eheschließung ihre Schachkarriere bereits beendet hatte.